# Essen
Essen je grad u središtu Ruhrske oblasti u Sjevernoj Rajni-Vestfaliji. S ca. 580.000 stanovnika jedan je od najvećih gradova Njemačke. 
Grad je od 1958. sjedište rimokatoličke biskupije, a od 1972. je sveučilišni grad. Početkom 2003. su se spojili sveučilište iz Essena i Gerhard-Mercator sveučilište iz Duisburga u Universität Duisburg-Essen.
Essen je Europski glavni grad kulture za 2010. godinu.

## Geografija
Essen se nalazi u zapadnom dijelu Njemačke u industrijskoj regiji Rhein-Ruhr. Grad leži u središtu Ruhrske oblasti sjeverno od rijeke Ruhr, koja stvara jezero Baldeneysee između gradskih četvrti Kupferdreh, Heisingen i Werden. Ruhrska oblast je konurbacija (sustav povezanih gradova) koja sačinjava oko 80 povezanih gradova. Najbliži gradovi Essenu su Gelsenkirchen, Bochum, Hattingen, Velbert, Heiligenhaus, Ratingen, Mülheim an der Ruhr, Oberhausen, Bottrop i Gladbeck.
Srednja nadmorska visina je 116 metara n.m. Najviša točka grada nalazi se u Heidhausenu i iznosi 202,5 metara n.m., a najniža je u Karnapu s visinom od 26,5 metara n.m. Najveća duljina u smjeru sjever-jug je 21 km, a najveća širina u smjeru zapad-istok iznosi 17 km.  

### Klima
Klima je umjereno-topla s oceanskim utjecajima. Prosječna temperatura u Essenu iznosi 9,6 °C, količina padalina iznosi 829 mm. Najhladniji mjesec je siječanj s 1,5 °C, a najtopliji srpanj sa 17,5 °C. Najviše padalina padne u kolovozu u količini od 90 mm.

## Podrijetlo imena
Ime grada se stalno mijenjalo tijekom stoljeća. Dok se grad u prvim zapisima još nazivao Astnide (najstarija forma: Astnithi), vremenom su se koristila sljedeća imena: Astnidum, Astanidum, Asbidi, Asnid, Assinde, Asnida, Assindia, Essendia, Esnede, Essende, Essend do današnjeg Essena. Essen na njemačkom znači "jesti", ali stručnjaci se ne slažu o podrijetlu imena grada.

## Povijest
Najstariji arheološki nalazi na prostoru grada datiraju iz kamenog doba (280.000-250.000 pr. Kr.). U starom vijeku su na tom prostoru živjela germanska plemena (Hati, Brukteri, Marsi). 845. godine je sveti Altfrid, biskup Hildesheima osnovao ženski samostan na prostoru današnjeg Essena. Prvi spomen grada Essena datira iz 898. godine. Grad se razvijao oko samostana. 946. godine ga je poharao požar. Nakon požara je sagrađena crkva na prostoru današnje katedrale. U 10. st. je u samostanu živjela praunuka cara Otona I.
1244. je Essen dobio gradsku povelju i grb. 1377. mu je Karlo IV. dao status slobodnog carskog grada. Nakon toga je često došlo do borbi za vlast nad okolnim zemljištem između grada i samostana. 1563. je gradsko vijeće prihvatilo reformaciju, a samostan je ostao katolički. Tijekom Tridesetogodišnjeg rata je došlo do sukoba između grada i samostana.
Krajem 16. st. se pokraj grada otvara rudnik ugljena na kojem se temelji razvoj industrije. Essen je bio jedan od najranijih industrijaliziranih gradova u Njemačkoj. Posebno je bila razvijena industrija oružja. Industrija se naglo razvija u 19. st. kad grad brzo raste. Rudnik ugljena je bio jedan od najvećih u svijetu. Najznačajnija je bila metaloprerađivačka industrija Krupp. Zbog svog industrijskog značenja je grad pretrpio izrazito snažno bombardiranje u Drugom svjetskom ratu.

## Znamenitosti
S obzirom na to da je Essen industrijski centar, ima mnogo spomenika industrijske arhitekture. Stari rudnik je postao turistička znamenitost i nalazi se na listi svjetske baštine UNESCO-a.
Značajan je povijesni samostan i katedrala koja je izvorno bila samostanska crkva. Zanimljiva je vila Hügel koju je sagradio industrijalac Alfred Krupp. Do Drugoga svjetskog rata je Essen imao jednu od najvećih sinagoga u Njemačkoj. Margarethenhöhe je dio grada građen u stilu "vrtnih gradova" s mnogo zelenila. Jezero Baldeney je značajan rekreacijski centar. Značajan je muzej Folkwang i kazalište Aalto.

## Gradovi prijatelji
- Sunderland, Ujedinjeno Kraljevstvo
- Tampere, Finska
- Grenoble, Francuska
- Nižnji Novgorod, Rusija
- Tel Aviv, Izrael

## Galerija
- Hotel Handelshof u Essenu
- Aalto-teatar (Opera)
- Dizalica rudnika Zollverein
- Stara sinagoga
- Zgrada poglavarstva

## Vanjske poveznice
- Službena stranica  Arhivirana inačica izvorne stranice od 21. prosinca 1996. (Wayback Machine)
- Weltkulturerbe Zollverein
- Essen Motor Show  Arhivirana inačica izvorne stranice od 17. siječnja 2006. (Wayback Machine)
- Europski glavni grad kulture 2010.